# Hola (Biała Podlaska)
Hola es un pueblo ubicado en la gmina Biała Podlaska, distrito de Biała Podlaska, voivodato de Lublin, Polonia.

## Superficie
Cuenta con una superficie de 4,380 kilómetros cuadrados.

## Demografía
Hasta 2011 la población era de 151 habitantes, con una densidad de población de 34,47 habitantes por kilómetro cuadrado. Estaba conformada por 66 hombres (43,7%) y 85 mujeres (56,3%), según el censo de la Oficina Central de Estadística.